# Онкогепатология
Онкогепатология — раздел медицины, возникший на стыке онкологии, гепатологии и гастроэнтерологии и занимающийся изучением доброкачественных и злокачественных опухолей гепатобилиарной зоны, а именно печени, желчного пузыря, желчных путей и поджелудочной железы, их этиологии и патогенеза, методов их профилактики, диагностики и лечения (хирургического, лучевого и химиотерапевтического).
К предмету ведения онкогепатологии относятся, в частности, гепатобластома, гепатоцеллюлярная карцинома, холангиокарцинома, рак поджелудочной железы.